# Piercia zoarces
Piercia zoarces är en fjärilsart som beskrevs av Louis Beethoven Prout 1938. Piercia zoarces ingår i släktet Piercia och familjen mätare. Inga underarter finns listade i Catalogue of Life.